# Grise Fiord
L'insediamento Inuit di Grise Fiord (Inuktitut: Aujuittuq; ᐊᐅᔪᐃᑦᑐᖅ), che è situato nella Regione di Qikiqtaaluk del territorio di Nunavut, fu l'insediamento abitato più settentrionale del Canada e del mondo intero per un lungo periodo.

## Posizione

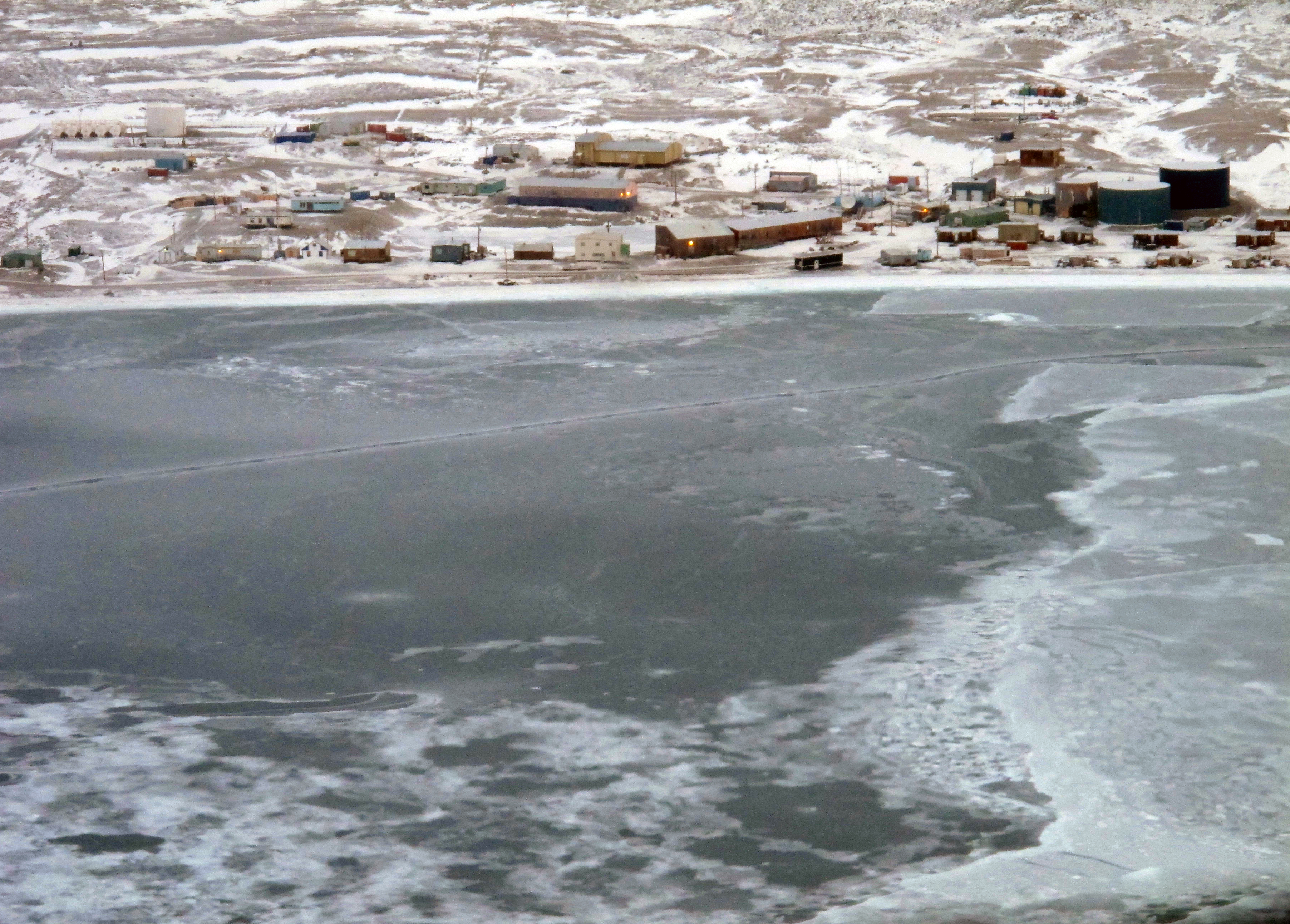
Veduta aerea di Grise Fiord

Si trova a sud dell'Isola Ellesmere, ed è uno dei tre centri permanentemente abitati dell'isola. Grise Fiord si trova circa 720 miglia sopra il Circolo polare artico. La posizione di insediamento abitanti più a nord è stata soffiata da Alert, quando le Forze Canadesi hanno iniziato a stazionarvi permanentemente.
Il clima di Grise Fiord è estremamente freddo: la più bassa temperatura registrata è stata di -62,2 °C, mentre la più alta di 22,3 °C

## Popolazione
La popolazione è di 129 unità, secondo il censimento del 2016.

## Nome
Il nome inuit di Grise Fiord è "Aujuittuq", che significa "luogo che non disgela mai"; mentre Grise Fiord significa "fiordo del maiale" in lingua norvegese. L'insediamento fu creato dal governo canadese negli anni cinquanta per rinforzare la sovranità del Canada e per obbligare gli Inuit che vivevano nella Baia di Hudson meridionale a spostarsi, promettendo loro case e una vita secondo la loro tradizione. Nel 1970 Bell Canada stabilì quella che era allora la rete telefonica più settentrionale: essa è rimasta in servizio fino al 1992.